# Памятник Проне Прокоповне и Голохвостому
Памятник Проне Прокоповне и Голохвостому — памятник персонажам кинокомедии «За двумя зайцами», расположенный в Киеве на Андреевском спуске. Входит в список памятников истории и культуры Украины.

## Описание памятника
Памятник был создан в 1999 году (открыт 23 августа) по проекту скульпторов Владимира Щура и Виталия Сивко и архитектора Владимира Скульского. Материал памятника — бронза, размеры — 240х185х86 см.
Скульптурная композиция включает персонажей кинокомедии «За двумя зайцами» (по одноимённой пьесе Михаила Старицкого) Проню Прокоповну Серко и Свирида Петровича Голохвостого (который представлялся «благородной» фамилией Голохвастов) в облике актёров Маргариты Криницыной и Олега Борисова. Свирид Голохвостый преклонил колено и подаёт руку Проне Прокоповне, которая в свою очередь протягивает ему руку для поцелуя. На спине Голохвостого сидит жук-олень. На земле лежит перчатка Свирида.
Памятник расположен вблизи Андреевской церкви, где происходили съемки финального эпизода фильма. Популярен среди молодожёнов, несмотря на судьбу изображённых персонажей.